# NGC 3719
NGC 3719 is een spiraalvormig sterrenstelsel in het sterrenbeeld Leeuw. Het hemelobject werd op 15 maart 1866 ontdekt door de Duits-Deense astronoom Heinrich Louis d'Arrest.

## Synoniemen
- UGC 6521
- MCG 0-30-5
- ZWG 12.8
- KCPG 289A
- PGC 35581